# Tony Pike
(en) Statistiques sur pro-football-reference
Anthony Steven « Tony » Pike (né le 10 mars 1986 à Cincinnati) est un joueur américain de football américain. Il est agent libre depuis le 30 août 2011.

## Enfance
Tony naît de l'union de Steve et Cheri Pike le 10 mars 1986 à Cincinnati. Lors de ses années lycée, il est nommé lors de sa dernière année meilleur joueur des divisions II et III de la ville de Cincinnati. Il joue aussi au basket-ball, remportant le titre régional en 2004 et le titre de champion de l'Ohio en 2003.

## Carrière

### Université
Pike est officiellement inscrit à l'université de Cincinnati en janvier 2005. Il doit attendre deux ans avant de faire ses débuts contre l'université d'État du Missouri où il réussit six passes sur neuf, permettant de parcourir cinquante-sept yards et un touchdown. Pour la saison 2008, c'est Dustin Grutza qui obtient la place de titulaire après le départ de Ben Mauk. Lors d'une défaite contre les Oklahoma Sooners, Grutza se blesse et est remplacé par Tony Pike.
L'équipe des Bearcats se trouve embêté par les blessures car lors du Akron Zips à Akron, Pike se blesse au bras et est remplacé par Chazz Anderson qui se blesse lui aussi durant ce match, laissant sa place au jeune Zach Collaros qui finit le match, permettant aux Bearcats de l'emporter 17-15. Pike permet à l'université de remporter son premier titre de conférence Big East en 2008. Les Bearcats sont sélectionnés peu de temps après pour disputer le Orange Bowl 2009.

### Professionnel
Il est sélectionné lors du draft de la NFL de 2010 au sixième tour par les Panthers de la Caroline au 204e choix. Il rejoint Jimmy Clausen et Matt Moore dans l'équipe des quarterbacks des Panthers.
Lors du neuvième match de la saison 2010 contre les Saints de La Nouvelle-Orléans, Pike fait ses débuts professionnels en remplaçant Clausen (qui était entré à la place de Moore) pour terminer le match. Il réussit six de ses douze passes, permettant de parcourir 47 yards et est sacké une fois. Néanmoins, les Panthers perdent le match 34-3. Il est libéré avant le début de la saison 2011.